# Шорт-трек на зимних Олимпийских играх 2022 — эстафета (мужчины)
Соревнования по шорт-треку среди мужчин в эстафете на 5000 метров на зимних Олимпийских играх 2022 прошли 11 и 16 февраля в Национальном конькобежном стадионе. В соревновании выступили 8 сборных. В заявке каждой страны находились 5 конькобежцев, но в забеге могли принять участие только 4 из них. Квалификация на Игры осуществлялась по итогам четырёх этапов Кубка мира 2021/2022.
Предыдущими олимпийскими чемпионами являлись венгерские конькобежцы.

## Медалисты
| Золото                                                                              | Серебро                                                                             | Бронза                                                                      |
| Канада · Шарль Амлен · Стивен Дюбуа · Жордан Пьер-Жиль · Паскаль Дион · Максим Лаун | Республика Корея · Ли Джун Со · Хван Дэ Хон · Квак Юн Ги · Пак Чан Хёк · Ким Дон Ук | Италия · Пьетро Сигель · Юри Конфортола · Томмазо Дотти · Андреа Кассинелли |

## Расписание
Время местное (UTC+8)
| Дата       | Время | Раунд     |
| ---------- | ----- | --------- |
| 11 февраля | 19:00 | Полуфинал |
| 16 февраля | 19:30 | Финал     |

## Рекорды
До начала зимних Олимпийских игр 2022 года мировой и олимпийский рекорды были следующими:
| Мировой рекорд     | Венгрия Чаба Бурьян Коул Крюгер Шаоанг Лю Шандор Шаолинь Лю         | 6:28,625 | Калгари  | 4 ноября 2018   |
| Олимпийский рекорд | Венгрия · Шаоанг Лю · Шандор Шаолинь Лю · Виктор Кнох · Чаба Бурьян | 6:31,971 | Пхёнчхан | 22 февраля 2018 |

## Результаты

### Полуфинал
В полуфинале участвуют 8 сборных, разделённые на 2 забега по 4 страны в каждом. В финал A выходят по 2 лучших сборных из каждого забега, остальные отправляются в финал B.

#### Забег 1
| Место | Спортсмены                                                    | Страна | Время    | Отставание | Примечание |
| ----- | ------------------------------------------------------------- | ------ | -------- | ---------- | ---------- |
| 1     | Шарль Амлен Максим Лаун Стивен Дюбуа Паскаль Дион             | Канада | 6:38.752 |            | QA         |
| 2     | Пьетро Сигель Юрий Конфортола Томмазо Дотти Андреа Кассинелли | Италия | 6:38.899 | +0:00.147  | QA         |
| 3     | Кадзуки Ёсинага Сёго Мията Кота Кикути Кацунори Коике         | Япония | 6:40.446 | +0:01.694  | QB         |
| 4     | У Дацзин Жэнь Цзывэй Сунь Лун Ли Вэньлун                      | Китай  | 6:51.040 | +0:12.288  | ADVA       |

#### Забег 2
| Место | Спортсмены                                                        | Страна           | Время    | Отставание | Примечание |
| ----- | ----------------------------------------------------------------- | ---------------- | -------- | ---------- | ---------- |
| 1     | Ли Джун Со Ким Дон Ук Хван Дэ Хон Квак Юн Ги                      | Республика Корея | 6:37.879 |            | QA         |
| 2     | Семён Елистратов Константин Ивлиев Павел Ситников Денис Айрапетян | ОКР              | 6:37.925 | +0:00.046  | QA         |
| 3     | Ицхак де Лаат Шинки Кнегт Свен Рус Йенс ван т’ Ваут               | Нидерланды       | 6:37.927 | +0:00.048  | QB         |
| 4     | Шаоанг Лю Шандор Шаолинь Лю Джон-Генри Крюгер Бенце Ногради       | Венгрия          | 6:45.172 | +0:07.293  | QB         |

### Финал

#### Финал B
| Место | Спортсмены                                                  | Страна     | Время    | Отставание | Примечание |
| ----- | ----------------------------------------------------------- | ---------- | -------- | ---------- | ---------- |
| 1     | Шаоанг Лю Шандор Шаолинь Лю Джон-Генри Крюгер Бенце Ногради | Венгрия    | 6:39.713 |            |            |
| 2     | Ицхак де Лаат Шинки Кнегт Свен Рус Йенс ван т’ Ваут         | Нидерланды | 6:39.780 | +0:00.067  |            |
| 3     | Кадзуки Ёсинага Сёго Мията Кота Кикути Кацунори Коике       | Япония     | 6:40.545 | +0:00.832  |            |

#### Финал A
| Место | Спортсмены                                                        | Страна           | Время    | Отставание | Примечание |
| ----- | ----------------------------------------------------------------- | ---------------- | -------- | ---------- | ---------- |
| 1     | Шарль Амлен Жордан Пьер-Жиль Стивен Дюбуа Паскаль Дион            | Канада           | 6:41.257 |            |            |
| 2     | Ли Джун Со Хван Дэ Хон Квак Юн Ги Пак Чан Хёк                     | Республика Корея | 6:41.679 | +0:00.422  |            |
| 3     | Пьетро Сигель Юрий Конфортола Томмазо Дотти Андреа Кассинелли     | Италия           | 6:43.431 | +0:02.174  |            |
| 4     | Семён Елистратов Константин Ивлиев Павел Ситников Денис Айрапетян | ОКР              | 6:43.440 | +0:02.183  |            |
| 5     | У Дацзин Жэнь Цзывэй Сунь Лун Ли Вэньлун                          | Китай            | 6:51.654 | +0:10.397  |            |